# 巴雷提那

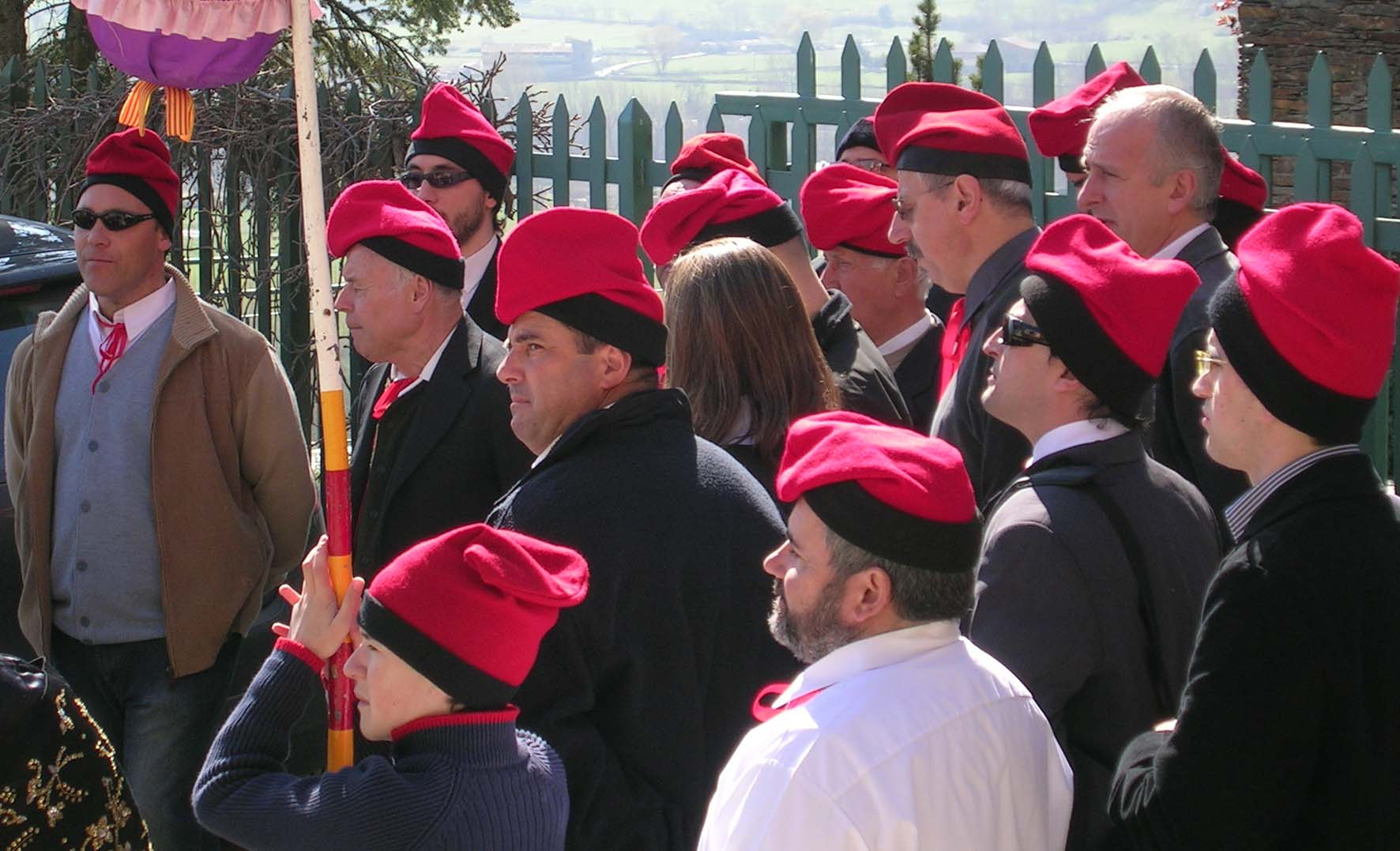
戴著巴雷提那帽的人

巴雷提那帽（加泰隆尼亞語發音：[bərəˈtinə]，加泰隆尼亞語發音：[bareˈtinɛ]；複數形態為barretines），一種傳統帽子，流行於地中海的基督教文化區中，包括加泰隆尼亞、巴倫西亞共同體、巴利阿里群島、普罗旺斯、科西嘉岛、西西里島、撒丁岛，以及拿坡里部份地區、巴爾幹半島部份地區及葡萄牙部份地區。
在加泰隆尼亞地區，這種帽子是袋狀的，由羊毛製成，通常為紅色或紫色。

## 字源
巴西提那，字根來自Barret（帽子），加上縮小的陰性後綴後形成，字面意思為小帽。